# Kin Hubbard
Kin Hubbard, pseudonimo di Frank McKinney Hubbard (Bellefontaine, 1º settembre 1868 – Indianapolis, 26 dicembre 1930), è stato un umorista e disegnatore statunitense, celebre per aver creato il personaggio "Abe Martin", le cui vignette furono pubblicate su oltre 300 giornali americani per quasi 26 anni, dal 17 dicembre 1904 fino alla morte dell'autore.